# Al Rayyan (municipalitate)
Al Rayyan (în arabă الريان; scris și Ar Rayyan) este a treia municipalitate ca mărime din statul Qatar. Așezarea sa principală este orașul cu același nume, care ocupă întreaga secțiune estică și înconjoară în mare parte zona metropolitană Doha și funcționează ca o suburbie. Vasta întindere a terenurilor în cea mai mare parte nedezvoltate din sud-vest intră, de asemenea, în administrarea municipalității.